# La Nuit de l'iguane
La Nuit de l'iguane (The Night of the Iguana) est une pièce de théâtre écrite en 1961 par Tennessee Williams.
La pièce a été adaptée au cinéma sous le même titre par John Huston en 1964, avec Ava Gardner, Deborah Kerr et Richard Burton dans les rôles principaux. 

## Aperçu
Dans le Mexique des années 1940, un ancien pasteur, le révérend Lawrence T. Shannon, a été expulsé de son office pour avoir comparé dans un de ses sermons l'image occidentale de Dieu à un « délinquant sénile ». Shannon, sans être défroqué, est placé en institut psychiatrique pour dépression nerveuse. Un peu après sa sortie de là, il trouve un emploi de guide pour une petite agence de voyages. Il est vite accusé de viol sur une jeune fille de seize ans, nommée Charlotte Goodall, qui accompagne un groupe de touristes, dans un petit hôtel géré par ses amis Fred et Maxine Faulk.
Shannon essaie de gérer ce groupe, qui lui est hostile parce qu'il a engagé des relations sexuelles avec la jeune fille mineure, et Maxine, qui s'intéresse charnellement à lui.
Les autres personnages sont: 
- une vieille fille, Hannah Jelkes, (avec son grand-père moribond, Nonno, qui, malgré sa santé défaillante, tâche de composer son dernier poème), plus ou moins peintre et dessinateur, vite à la merci de Maxine, et que Shannon héberge pour la nuit,
- un groupe de touristes allemands, dont les chansons de marche nazies, paradoxalement, allègent des thèmes assez graves, tout en suggérant les horreurs de la Seconde Guerre mondiale,
- les « garçons » mexicains que Maxine emploie pour l'hôtel, et qui ignorent ses commandes laconiques,
- Judith Fellowes, l'hommasse professeur de chant, chargée de la garde de Charlotte pendant le voyage, un des rares personnages ouvertement lesbiens (de tout le théâtre de T. Williams).

Le personnage du révérend Lawrence T. Shannon s'inspire de la personnalité du cousin de Williams et ami proche, le révérend Sidney Lanier, recteur iconoclaste de l'église épiscopale de St Clément, New York, figure importante dans le monde du théâtre de New York dans les années 1950/60, et futur cofondateur de l'expérimental American Place Theatre en 1962, avant de démissionner de son ministère en mai 1965.

## Traductions en français
- Théâtre. 3 : La Nuit de l'iguane, adaptation de Marcel Aymé, R. Laffont, 1972 ; réédition 10-18 no 2750, 1996 contient aussi : Le Doux Oiseau de la jeunesse
- La nuit de l'iguane, traduction par Gérard Wajcman, Imprimerie nationale, 1991
- Théâtre, roman, mémoires, édition établie et présentée par Catherine Fruchon-Toussaint, nouvelles versions théâtrales de Pierre Laville, R. Laffont, 2011 contient La Ménagerie de verre ; Un tramway nommé désir ; Une chatte sur un toit brûlant ; La Nuit de l'iguane ; Les Carnets de Trigorine ; Une femme nommée Moïse ; Mémoires

## Mises en scène françaises
- mise en scène de Andréas Voutsinás, adaptation française de Sophie Becker, décors de Hubert Monloup, Théâtre des Bouffes du Nord, 2 avril 1977, avec Catherine Sauvage, Pierre Vaneck, Michèle Simonnet, Anne-Marie Philipe, Natasha Parry
- mise en scène de Brigitte Jaques, au Théâtre des Quartiers d'Ivry, 23 avril 1991
- mise en scène de Georges Lavaudant, texte français Daniel Loayza, scénographie, costumes Jean-Pierre Vergier, lumières Georges Lavaudant, Maison de la culture de Bobigny, 3 septembre 2009, avec Astrid Bas (Maxine), Anne Benoît (Mademoiselle Fellowes), Pierre Debauche (Nonno)